# Friedrich Schultz
Pour les articles homonymes, voir Schultz.
Friedrich Schultz (né le 14 janvier 1865 à Seelitz et mort le 24 mars 1945 à Naumbourg) est un amiral allemand de la Reichsmarine provisoire.

## Biographie
Friedrich Schultz rejoint la marine impériale en avril 1881.
En tant que capitaine de frégate, il commande le Medusa pendant un an à partir de septembre 1905. Il est ensuite président du Commando d'essais de torpilles jusqu'en septembre 1909. D'octobre 1906 à juillet 1908, il est en même temps commandant du Vineta et est nommé à ce poste le 27 avril 1908. Promu capitaine en avril 1907. Il est alors commandant du Schlesien jusqu'en septembre 1908. Il reprend le Vineta et reste aux commandes jusqu'en février 1909. De mars 1909 à septembre 1909, il commande le Friedrich Carl. Il est alors commandant du Lothringen jusqu'en septembre 1911. En novembre 1911, il succède au contre-amiral Ehrhard Schmidt au poste de commandant des fortifications du port naval impérial de Wilhelmshaven, qu'il occupe jusqu'en novembre 1914 et le 27 janvier 1912 devient contre-amiral. En tant que contre-amiral, il commande la 2e division de marine (de). Le 17 juin 1915, il est promu vice- amiral. De septembre 1915 à novembre 1915, il est chef du 4e escadron. Parallèlement, d'août 1915 à janvier 1916, il est chef de la ligne aérienne de l'est de la mer Baltique. Avec la création du Bureau du commandant en chef des Forces de reconnaissance de la mer Baltique (BdAdO) le 11 janvier 1916, il occupe ce poste. En juin 1916, il retrouve son ancien poste de commandant de la forteresse de Wilhelmshaven et, du 20 février 1917 au 12 avril 1917, il commande provisoirement la 1re division de marine (de), en remplacement de Hermann Jacobsen (de), qui reprend ensuite la division jusqu'au 10 janvier 1918. La division est engagée en Flandre. De novembre 1917 à décembre 1918, Schultz est commandant de la 1re division de marine. Il reprend le commandement du  Corps de marine Flandres (de) de l'amiral Ludwig von Schröder. Il quitte le commandement fin janvier 1919. Le 12 février 1919, il est renvoyé de la marine.
Le 4 septembre 1919, il reçoit le caractère d'amiral.